# Sốc nhiệt
Sốc nhiệt, còn được gọi là cảm nắng hay say nắng khi lý do là ánh nắng Mặt Trời, là một loại bệnh nhiệt nghiêm trọng dẫn đến nhiệt độ cơ thể lớn hơn 40,0 °C (104,0 °F) và nhầm lẫn.

## Triệu chứng
Sốc nhiệt dẫn đến nhiệt độ cơ thể cao. Các triệu chứng khác bao gồm đỏ, khô hoặc ẩm ướt, đau đầu và chóng mặt. Khởi phát có thể đột ngột hoặc từ từ. Các biến chứng có thể bao gồm co giật, tiêu cơ vân hoặc suy thận.

## Nguyên nhân
Sốc nhiệt xảy ra do nhiệt độ bên ngoài cao hoặc do gắng sức. Các yếu tố rủi ro bao gồm sóng nhiệt, độ ẩm cao, một số loại thuốc như thuốc lợi tiểu, thuốc chẹn beta hoặc rượu, bệnh tim và rối loạn da. Các trường hợp không liên quan đến gắng sức thể chất thường xảy ra ở những người ở độ tuổi cực đoan hoặc có vấn đề sức khỏe lâu dài. Chẩn đoán dựa trên các triệu chứng. Nó là một loại bệnh tăng thân nhiệt. Nó khác với sốt, ở đó có sự gia tăng sinh lý ở điểm đặt nhiệt độ.

## Phòng ngừa
Các biện pháp phòng ngừa bao gồm:
- Uống đủ chất lỏng (hẳng hạn như nước và đồ uống với muối khoáng).
- Tránh nhiệt độ quá cao và ở những nơi dễ dàng quá nóng (như ô tô dưới ánh mặt trời). Định kỳ nghỉ ngơi trong các khu vực tối.

## Điều trị
Điều trị bằng cách làm mát cơ thể nhanh chóng và chăm sóc hỗ trợ. Các phương pháp được đề xuất bao gồm phun nước vào người và sử dụng quạt, cho người vào nước đá hoặc truyền dịch lạnh. Mặc dù việc bổ sung túi nước đá xung quanh người là hợp lý, nhưng điều này tự nó không được khuyến khích thường xuyên.

## Dịch tễ học
Say nắng dẫn đến hơn 600 trường hợp tử vong mỗi năm tại Hoa Kỳ. Tỷ lệ tử vong đã tăng từ năm 1995 đến 2015. Nguy cơ tử vong thấp hơn 5% ở những người bị say nắng do tập thể dục và cao tới 65% ở những người mắc bệnh không do tập thể dục.